# Саитбатталово
Саитбатталово (Куяндар) — упразднённая в 1986 году деревня Иткуловского 2-й сельсовета Баймакского района Башкирской АССР. 

## География
Находился при р. Сакмагуш (приток р. Тавла (Таула)).

## Происхождение названия
Первое название — по имени первопоселенца Саитбаттала Искужина (дети Мурзабулат, Саитягафар). Второе название произошло, как полагает З. Л. Асфандияров, от названия группы семей — «ара».

## История
Ликвидирована согласно Указу Президиума ВС Башкирской АССР от 12.12.1986 N 6-2/396 «Об исключении из учетных данных некоторых населенных пунктов». 

## Население
Деревня Саитбатталово с населением в 70 человек возникла в 1834 г. К X ревизии прибавилось 10 жителей. Это — выселок д. Иткулово 2-е.
В 1859 г. в Саитбатталово 100 жителей, в 1920 г. — 204.

## Известные жители
Участник Отечественной войны 1812 года урядник Гумер Муратшин.